# NGC 5612
NGC 5612 est une galaxie spirale située dans la constellation de l'Oiseau de paradis. Sa vitesse par rapport au fond diffus cosmologique est de 2 790 ± 42 km/s, ce qui correspond à une distance de Hubble de 41,2 ± 3,0 Mpc (∼134 millions d'al). NGC 5612 a été découverte par l'astronome britannique John Herschel en 1835.
La classe de luminosité de NGC 5612 est I-II.
À ce jour, deux mesures non basées sur le décalage vers le rouge (redshift) donnent une distance de 39,050 ± 6,293 Mpc (∼127 millions d'al), ce qui est à l'intérieur des valeurs de la distance de Hubble.

## Supernova
La supernova SN 2004ch a été découverte dans NGC 5612 le 28 mai 2004 par R. Martin dans le cadre du programme Perth Automated Supernova Search de l'observatoire de Perth en Australie-Occidentale. Cette supernova était de type II.